# Wereldkampioenschappen noordse combinatie 2013
De wereldkampioenschappen noordse combinatie 2013 werden van 22 februari tot en met 2 maart 2013 gehouden in Val di Fiemme.

## Wedstrijdschema
| Datum       | Tijd          | Onderdeel            | Detail                    |
| ----------- | ------------- | -------------------- | ------------------------- |
| 22 februari | 10:00 & 15:00 | Gundersen NH (HS106) | HS106 + 10 kilometer      |
| 24 februari | 10:00 & 15:00 | Team                 | HS106 + 4 x 5 kilometer   |
| 28 februari | 10:00 & 15:30 | Gundersen LH (HS134) | HS134 + 10 kilometer      |
| 2 maart     | 10:00 & 15:00 | Teamsprint           | HS134 + 2 x 7,5 kilometer |

De letters NH en LH staan respectievelijk voor Normal Hill (normale schans) en Large Hill (grote schans). De letters HS staan voor Hillsize waarbij HS106 en HS134 staat voor de afstand in meters van punt van afsprong (de schans) tot het 32-gradenpunt op de landingshelling. Dit punt ligt op elke schans weer anders.

## Uitslagen

### Gundersen
| HS106 + 10 kilometer | HS106 + 10 kilometer | HS106 + 10 kilometer | HS106 + 10 kilometer |
| #                    | Naam                 | Land                 | Tijd                 |
| -------------------- | -------------------- | -------------------- | -------------------- |
| Goud                 | Jason Lamy-Chappuis  | FRA                  | 29.13,2              |
| Zilver               | Mario Stecher        | AUT                  | + 0,2                |
| Brons                | Björn Kircheisen     | GER                  | + 0,3                |
| 4                    | Eric Frenzel         | GER                  | + 0,5                |
| 5                    | Håvard Klemetsen     | NOR                  | + 16,2               |
| 6                    | Taihei Kato          | JPN                  | + 24,7               |
| 7                    | Marjan Jelenko       | SLO                  | + 32,3               |
| 8                    | Christoph Bieler     | AUT                  | + 35,5               |
| 9                    | Akito Watabe         | JPN                  | + 36,0               |
| 10                   | Magnus Krog          | NOR                  | + 47,4               |

| HS134 + 10 kilometer | HS134 + 10 kilometer | HS134 + 10 kilometer | HS134 + 10 kilometer |
| #                    | Naam                 | Land                 | Tijd                 |
| -------------------- | -------------------- | -------------------- | -------------------- |
| Goud                 | Eric Frenzel         | GER                  | 27.22,8              |
| Zilver               | Bernhard Gruber      | AUT                  | + 36,7               |
| Brons                | Jason Lamy-Chappuis  | FRA                  | + 37,2               |
| 4                    | Akito Watabe         | JPN                  | + 38,4               |
| 5                    | Hideaki Nagai        | JPN                  | + 42,3               |
| 6                    | Wilhelm Denifl       | AUT                  | + 47,7               |
| 7                    | Sébastien Lacroix    | FRA                  | + 50,8               |
| 8                    | Magnus Moan          | NOR                  | + 57,7               |
| 9                    | Håvard Klemetsen     | NOR                  | + 58,2               |
| 10                   | Johannes Rydzek      | GER                  | + 1.07,7             |

### Team
| HS106 + 4×5 kilometer | HS106 + 4×5 kilometer                                                | HS106 + 4×5 kilometer | HS106 + 4×5 kilometer |
| #                     | Naam                                                                 | Land                  | Tijd                  |
| --------------------- | -------------------------------------------------------------------- | --------------------- | --------------------- |
| Goud                  | François Braud Maxime Laheurte Sébastien Lacroix Jason Lamy-Chappuis | FRA                   | 57.34,0               |
| Zilver                | Jørgen Gråbak Håvard Klemetsen Magnus Krog Magnus Moan               | NOR                   | + 0,4                 |
| Brons                 | Taylor Fletcher Bryan Fletcher Todd Lodwick Bill Demong              | USA                   | + 4,2                 |
| 4                     | Yoshito Watabe Taihei Kato Akito Watabe Yusuke Minato                | JPN                   | + 5,7                 |
| 5                     | Wilhelm Denifl Bernhard Gruber Lukas Klapfer Mario Stecher           | AUT                   | + 7,6                 |
| 6                     | Björn Kircheisen Tino Edelmann Eric Frenzel Fabian Rießle            | GER                   | + 1.07,6              |
| 7                     | Lukas Runggaldier Giuseppe Michielli Armin Bauer Alessandro Pittin   | ITA                   | + 1.10,5              |
| 8                     | Ilkka Herola Mikke Leinonen Janne Ryynänen Eetu Vähäsöyrinki         | FIN                   | + 3.36,8              |
| 9                     | Marjan Jelenko Mitja Oranič Matic Plaznik Gašper Berlot              | SLO                   | + 4.59,0              |
| 10                    | Miroslav Dvořák Tomáš Slavík Tomáš Portýk Pavel Churavý              | CZE                   | + 5.06,7              |

### Teamsprint
| HS134 + 2×7,5 kilometer | HS134 + 2×7,5 kilometer               | HS134 + 2×7,5 kilometer | HS134 + 2×7,5 kilometer |
| #                       | Naam                                  | Land                    | Tijd                    |
| ----------------------- | ------------------------------------- | ----------------------- | ----------------------- |
| Goud                    | Sébastien Lacroix Jason Lamy-Chappuis | FRA                     | 35.37,9                 |
| Zilver                  | Wilhelm Denifl Bernhard Gruber        | AUT                     | + 16,6                  |
| Brons                   | Tino Edelmann Eric Frenzel            | GER                     | + 43,9                  |
| 4                       | Taihei Kato Akito Watabe              | JPN                     | + 44,5                  |
| 5                       | Magnus Moan Mikko Kokslien            | NOR                     | + 1.03,3                |
| 6                       | Taylor Fletcher Bill Demong           | USA                     | + 1.24,6                |
| 7                       | Armin Bauer Alessandro Pittin         | ITA                     | + 1.53,5                |
| 8                       | Pavel Churavý Miroslav Dvořák         | CZE                     | + 1.55,7                |
| 9                       | Marjan Jelenko Mitja Oranič           | SLO                     | + 2.00,1                |
| 10                      | Kail Piho Han-Hendrik Piho            | EST                     | + 3.14,0                |

### Medailleklassement
| Plaats | Land             | Goud | Zilver | Brons | Totaal |
| 1      | Frankrijk        | 3    | 0      | 1     | 4      |
| 2      | Duitsland        | 1    | 0      | 2     | 3      |
| 3      | Oostenrijk       | 0    | 3      | 0     | 3      |
| 4      | Noorwegen        | 0    | 1      | 0     | 1      |
| 5      | Verenigde Staten | 0    | 0      | 1     | 1      |
| Totaal | Totaal           | 4    | 4      | 4     | 12     |